# Elecciones federales de Suiza de 1931
Las elecciones federales de Suiza se realizaron el 25 de octubre de 1931. A pesar de que el Partido Socialista Suizo obtuvo la mayor cantidad de votos, el Partido Radical Democrático Suizo se posicionó como el partido más grande del Consejo Nacional, obteniendo 52 de los 187 escaños.

## Resultados

### Consejo Nacional
| Partido                                                    | Votos     | %    | Escaños | +/–   |
| ---------------------------------------------------------- | --------- | ---- | ------- | ----- |
| Partido Socialista Suizo                                   | 247 946   | 28.7 | 49      | –1    |
| Partido Radical Democrático Suizo                          | 232 562   | 26.9 | 52      | –6    |
| Partido Demócrata Cristiano                                | 184 602   | 21.4 | 44      | –2    |
| Partido de los Agricultores, Comerciantes e Independientes | 131 809   | 15.3 | 30      | –1    |
| Partido Democrático Liberal                                | 24 573    | 2.8  | 6       | 0     |
| Partido Comunista                                          | 12 778    | 1.5  | 2       | 0     |
| Grupo Sociopolítico                                        | 10 726    | 1.2  | 2       | –1    |
| Partido Popular Evangélico de Suiza                        | 8454      | 1.0  | 1       | 0     |
| Partido Comunista de Oposición                             | 9841      | 1.1  | 1       | Nuevo |
| Otros partidos                                             | 9841      | 1.1  | 0       | –     |
| Votos en blanco/nulos                                      | 18 645    | –    | –       | –     |
| Total                                                      | 881 936   | 100  | 187     | –11   |
| Participación electoral                                    | 1 118 841 | 78.8 | –       | –     |
| Fuente: Nohlen & Stöver                                    |           |      |         |       |

### Consejo de Estados
En varios cantones, los miembros del Consejo de los Estados fueron elegidos por los parlamentarios cantonales.
| Partido                                                    | Escaños | +/– |
| ---------------------------------------------------------- | ------- | --- |
| Partido Radical Democrático Suizo                          | 19      | –1  |
| Partido Demócrata Cristiano                                | 18      | 0   |
| Partido de los Agricultores, Comerciantes e Independientes | 3       | 0   |
| Partido Socialista Suizo                                   | 2       | +2  |
| Partido Democrático Liberal                                | 1       | 0   |
| Grupo Sociopolítico                                        | 0       | –1  |
| Otros partidos                                             | 1       | 0   |
| Total                                                      | 44      | 0   |
| Fuente: Nohlen & Stöver                                    |         |     |